# سد لا یسکا
سد لا یسکا (به اسپانیایی: Presa La Yesca) یک سد خاکی و نیروگاه برقابی در مکزیک است که در La Yesca Municipality واقع شده‌است.